# Carregal
Carregal ist eine Gemeinde (Freguesia) im portugiesischen Kreis (Concelho) von Sernancelhe. In ihr leben 420 Einwohner (Stand 19. April 2021). Der mit Deutschland verbundene Schriftsteller Aquilino Ribeiro (1885–1963) wurde in Carregal geboren.

## Geschichte
Der Ort wurde erstmals im 11. Jahrhundert erwähnt. Das Gebiet gehörte Egas Moniz und seinem Bruder Mem Moniz. In den königlichen Erhebungen von 1258 wurde es zum Hospitaliterordern gehörend geführt.
Carregal wurde im 16. Jahrhundert zur eigenständigen Gemeinde und gehörte zum Kreis Caria, bis zu dessen Auflösung 1855. Seither ist Carregal eine Gemeinde des Kreises Sernancelhe.

## Kultur und Sehenswürdigkeiten
Eine Reihe Sakralbauten stehen in der Gemeinde unter Denkmalschutz, darunter die 1545 errichtete Gemeindekirche Igreja Matriz de Carregal (nach ihrem Patrozinium auch Igreja do Divino Espírito Santo, dt.: Heiliggeistkirche). Auch das Grundschulgebäude und der Brunnen Fonte de Tabosa sind denkmalgeschützt.
Als bedeutendstes Baudenkmal der Gemeinde gilt jedoch das Kloster Convento de São Bernardo im Ort Tabosa do Carregal, nach ihrer Schutzpatronin auch Convento de Nossa Senhora da Assunção (dt.: Kloster unserer lieben Frau der Himmelfahrt), auch als Mosteiro de Nossa Senhora da Assunção de Tabosa bekannt. Das manieristisch-barocke Nonnenkloster wurde ab 1685 errichtet und gilt als das letztgebaute Zisterzienserkloster des Landes. Nach der Liberalen Revolution 1822 und dem folgenden Miguelistenkrieg (Bürgerkrieg 1826–34) wurde das Kloster geschlossen, im Zuge der Auflösung aller kirchlicher Orden. Am 27. März 1850 starb die letzte Nonne, und das Kloster wurde dem Verfall preisgegeben, lediglich die Kirche blieb relativ gut erhalten. 1999 erstanden zwei Professoren den Komplex und leiteten den langsamen Wiederaufbau des Gebäudes ein.
Die Tradition der Fálgaros aus Tabosa do Carregal, ein Ostergebäck aus Eiern, Mehl, Weichkäse und Salz, wurde ursprünglich von den Klosternonnen begründet und wird heute von den älteren Frauen des Ortes weiter gepflegt.
Einige Bekanntheit erlangte der als Penedo que bol bekanntgewordene, etwa 20 Tonnen schwere Felsen, der von einem Menschen in Bewegung gebracht werden kann, ohne dass sich dieser Felsen von der Stelle bewegt.

## Verwaltung
Carregal ist Sitz einer gleichnamigen Gemeinde. Die wichtigsten Ortschaften der Gemeinde sind:
- Aldeia de Santo Estêvão
- Carregal
- Forca
- Tabosa do Carregal